# Новочеркасский (Харьковская область)
Новочеркасский (укр. Новочеркаський) — посёлок,
Нижнебишкинский сельский совет,
Змиёвский район,
Харьковская область.

## Географическое положение
Посёлок Новочеркасский находится на расстоянии в 1,5 км от реки Северский Донец, примыкает к селу Геёвка, рядом протекает пересыхающий ручей с запрудой, вокруг много садовых участков.
Посёлок окружен несколькими лесными массивами (дуб).

## История
- Посёлок присоединён к селу Геёвка в ? году.